# Понтичели (Верона)
Понтичели је насеље у Италији у округу Верона, региону Венето.
Према процени из 2011. у насељу је живело 52 становника. Насеље се налази на надморској висини од 17 м.